# ترومبولیز
ترومبولیز که درمان فیبرینولیتیک نیز نامیده می‌شود، تجزیه (کافت) لخته‌های خونی است که با استفاده از دارو در رگ‌های خونی ایجاد می‌شود. این دارو در انفارکتوس میوکارد با ارتفاع ST، سکته مغزی و در موارد ترومبوآمبولی شدید وریدی (آمبولی شدید ریه یا ترومبوز ورید عمقی گسترده) استفاده می‌شود.
عارضه اصلی خونریزی است (که می‌تواند خطرناک باشد) و در برخی شرایط ترومبولیز ممکن است نامناسب باشد. ترومبولیز همچنین می‌تواند نقش مهمی در درمان خونرسانی مجدد داشته باشد که به‌طور خاص با شریان‌های مسدود شده سروکار دارد.

## مصارف پزشکی
بیماری‌هایی که در آن ترومبولیز استفاده می‌شود:
- انفارکتوس میوکارد با ارتفاع ST: کارآزمایی‌های بزرگ نشان داده‌اند که می‌توان مرگ و میر را با استفاده از ترومبولیز (به ویژه فیبرینولیز) در درمان حملات قلبی کاهش داد.[۱] این دارو با تحریک فیبرینولیز ثانویه توسط پلاسمین از طریق تزریق آنالوگ‌های فعال کننده پلاسمینوژن بافتی (tPA)، پروتئینی که به‌طور معمول پلاسمین را فعال می‌کند، عمل می‌کند.
- سکته مغزی: ترومبولیز باعث کاهش ناتوانی عمده یا مرگ می‌شود که در عرض ۳ ساعت (یا شاید حتی ۶ ساعت) پس از شروع سکته مغزی ایسکمیک انجام شود، در صورتی که هیچ گونه منع مصرفی برای درمان وجود ندارد.[۲][۳][۴]
- آمبولی شدید ریه. برای درمان آمبولی شدید ریه، درمان با کاتتر جایگزین ایمن‌تر و مؤثرتر برای ترومبولیز سیستمیک است. این شامل تزریق مستقیم دارو به داخل لخته است.[۵]
- ترومبوز ورید عمقی شدید (DVT)، مانند فلگمازی سرولئا دولنز، که از دست دادن اندام را تهدید می‌کند، یا ترومبوز سیاهرگی عمقی، که در آن لخته‌ها حداقل ورید ایلیاک مشترک را درگیر می‌کنند[۶]
- ایسکمی حاد اندام[۷]
- هموتوراکس لخته شده

ترومبولیز معمولاً داخل وریدی است. همچنین ممکن است در طی آنژیوگرافی (ترومبولیز داخل شریانی) مستقیماً در رگ خونی آسیب دیده استفاده شود، به عنوان مثال هنگامی که بیماران با سکته مغزی بیش از سه ساعت یا در ترومبوز ورید عمقی شدید (ترومبولیز کاتتر) مراجعه می‌کنند.
ترومبولیز توسط بسیاری از متخصصان پزشکی، از جمله پرتوشناسی‌های مداخله ای، جراحان عروق، متخصصان قلب، پرتوشناسی‌های عصبی مداخله ای و جراحان مغز و اعصاب انجام می‌شود. در برخی از کشورها مانند ایالات متحده آمریکا، تکنسین‌های فوریت‌های پزشکی ممکن است ترومبولیتیک‌ها را برای حملات قلبی در محیط‌های پیش بیمارستانی، با دستورالعمل پزشکی آنلاین تجویز کنند. در کشورهایی با مدارک گسترده و مستقل تر، ترومبولیز پیش بیمارستانی (فیبرینولیز) ممکن است توسط پزشک اورژانس (ای سی پی) آغاز شود. سایر کشورهایی که از ای سی پی استفاده می‌کنند عبارتند از، آفریقای جنوبی، بریتانیا، و نیوزیلند. ترومبولیز پیش بیمارستانی همیشه نتیجه محاسبه خطر-فایده حمله قلبی، خطرات ترومبولیز و در دسترس بودن مداخله اولیه از راه پوست کرونری (pPCI) است.

## موارد منع مصرف
ترومبولیز بدون خطر نیست؛ بنابراین، پزشکان باید بیمارانی را انتخاب کنند که برای این روش مناسب‌ترین باشند و کسانی که کمترین خطر را برای داشتن یک عارضه کشنده دارند. یک منع مصرف مطلق به خودی خود برای جلوگیری از ترومبولیز کافی است، در حالی که یک منع مصرف نسبی باید در رابطه با وضعیت کلی بالینی در نظر گرفته شود.

### آنفارکتوس میوکارد
موارد منع مطلق:
- هرگونه سابقه قبلی سکته هموراژیک، سکته مغزی ایسکمیک در عرض ۳ ماه.
- سابقه سکته مغزی، زوال عقل یا آسیب سیستم عصبی مرکزی در عرض ۱ سال
- ضربه به سر در عرض ۳ هفته یا جراحی مغز در عرض ۶ ماه
- نئوپلاسم داخل جمجمه ای شناخته شده
- مشکوک به تشریح آئورت
- خونریزی داخلی در عرض ۶ هفته
- خونریزی فعال یا اختلال خونریزی شناخته شده
- احیای قلبی ریوی تروماتیک در عرض ۳ هفته

موارد منع نسبی:
- درمان خوراکی ضد انعقاد
- پانکراتیت حاد
- بارداری یا یک هفته پس از زایمان
- زخم معده فعال
- حمله ایسکمیک گذرا در عرض ۶ ماه
- زوال عقل
- اندوکاردیت عفونی
- سل ریوی حفره دار فعال
- بیماری کبدی پیشرفته
- ترومب‌های داخل قلب
- فشار خون کنترل نشده (فشار خون سیستولیک > ۱۸۰ میلی‌متر جیوه، فشار خون دیاستولیک >۱۱۰ میلی‌متر جیوه)
- سوراخ شدن رگ خونی غیرقابل تراکم در عرض ۲ هفته
- درمان قبلی با استرپتوکیناز
- جراحی بزرگ، ضربه یا خونریزی در عرض ۲ هفته

### سکته
موارد منع مطلق:
- عدم اطمینان در مورد زمان شروع سکته مغزی (به عنوان مثال بیماران از خواب بیدار می‌شوند).
- کما یا انسداد شدید با انحراف چشم ثابت و همی پلژی کامل.
- فشار خون بالا: فشار خون سیستولیک ≥ ۱۸۵ میلی‌متر جیوه؛ یا فشار خون دیاستولیک >110mmHg با اقدامات مکرر قبل از مطالعه (در صورت معکوس شدن، بیمار قابل درمان است).
- تظاهرات بالینی حاکی از خونریزی زیر عنکبوتیه حتی اگر سی تی اسکن طبیعی باشد.
- آمبولی سپتیک فرضی
- بیماری که در ۴۸ ساعت گذشته داروی هپارین دریافت کرده‌است و زمان پروترومبین فعال شده (APTT) افزایش یافته‌است یا دارای دیاتز خونریزی دهنده ارثی یا اکتسابی شناخته شده‌است.
- INR > 1.7
- بیماری پیشرفته کبدی شناخته شده، نارسایی پیشرفته قلب راست، یا ضد انعقاد، و INR > 1.5 (نیازی به انتظار برای نتیجه INR در غیاب سه حالت قبلی نیست).
- شمارش پلاکت شناخته شده <100000 uL.
- گلوکز سرم کمتر از ۲٫۸ است mmol/L یا >22.0 mmol/L.

موارد منع نسبی:
- اختلال عصبی شدید با نمره NIHSS > 22.
- سن > ۸۰ سال
- شواهد CT از آنفارکتوس وسیع شریان مغزی میانی (MCA) (افاسم سولکال یا تار شدن محل اتصال خاکستری-سفید در بیش از ۱/۳ قلمرو MCA).
- سکته مغزی یا ضربه جدی به سر در سه ماه گذشته که در آن خطرات خونریزی بیشتر از مزایای درمان در نظر گرفته می‌شود.
- جراحی بزرگ در ۱۴ روز گذشته (ترومبولیز داخل شریانی را در نظر بگیرید).
- بیمار دارای سابقه خونریزی داخل جمجمه، خونریزی زیر عنکبوتیه، ناهنجاری شریانی وریدی داخل جمجمه یا نئوپلاسم داخل جمجمه شناخته شده قبلی است.
- مشکوک به آنفارکتوس میوکارد اخیر (در عرض ۳۰ روز).
- بیوپسی اخیر (در عرض ۳۰ روز) از اندام پارانشیمی یا جراحی که به نظر پزشک مسئول، خطر خونریزی غیرقابل کنترل (مثلاً کنترل نشده با فشار موضعی) را افزایش می‌دهد.
- ترومای اخیر (در عرض ۳۰ روز) با آسیب‌های داخلی یا زخم‌های زخمی.
- خونریزی دستگاه گوارش یا دستگاه ادراری در ۳۰ روز گذشته یا هر خونریزی فعال یا اخیر که به نظر پزشک مسئول، خطر خونریزی غیرقابل کنترل (مثلاً با فشار موضعی) را افزایش می‌دهد.
- سوراخ کردن شریان در محل غیرقابل تراکم در ۷ روز گذشته.
- بیماری جدی، پیشرفته یا لاعلاج همراه یا هر وضعیت دیگری که به نظر پزشک مسئول خطر غیرقابل قبولی داشته باشد.
- کسری جزئی یا به سرعت در حال بهبود.
- تشنج: اگر نقص عصبی ارائه شده به دلیل تشنج تلقی شود.
- بارداری منع مصرف مطلق نیست. ترومبولیز داخل شریانی را در نظر بگیرید.

## اثرات جانبی
سکته مغزی هموراژیک یک عارضه نادر اما جدی درمان ترومبولیتیک است. اگر بیمار قبلا ترومبولیز داشته باشد، ممکن است آلرژی به داروی ترومبولیتیک ایجاد شده باشد (به ویژه پس از استرپتوکیناز). اگر علائم خفیف باشد، انفوذیون قطع می‌شود و قبل از شروع مجدد انفوذیون، بیمار آنتی هیستامین مصرف می‌کند. آنافیلاکسی به‌طور کلی نیاز به توقف فوری ترومبولیز دارد.</link>

## عوامل
در درمان ترومبولیز از داروهای ترومبولیتیک استفاده می‌شود که لخته‌های خون را حل می‌کنند. بیشتر این داروها فیبرین (یکی از اجزای اصلی تشکیل لخته‌های خون) را هدف قرار می‌دهند و بنابراین فیبرینولیتیک نامیده می‌شوند. تمام داروهای ترومبولیتیک تأیید شده در حال حاضر بیولوژیک هستند، یا از گونه‌های استرپتوکوک مشتق شده‌اند، یا اخیراً از بیوتکنولوژی نوترکیب استفاده می‌کنند که به موجب آن tPA با استفاده از کشت سلولی تولید می‌شود که منجر به فعال‌کننده پلاسمینوژن بافت نوترکیب یا rtPA می‌شود.</link>
برخی از فیبرینولیتیک‌ها عبارتند از:
- استرپتوکیناز (کابیکیناز)[۱۳]
- اوروکیناز[۱۴]
- فعال کننده‌های پلاسمینوژن بافت نوترکیب (rtPA)
  - آلتپلاز (Activase یا Actilyse)[۱۳]
  - Reteplase (Retavase)[۱۵]
  - تنکتپلاز[۱۵]
  - انیسترپلاز (Eminase)[۱۳]

## پژوهش
در افرادی که درمان ترومبولیتیک را از طریق کاتتر دریافت می‌کنند، خطر خونریزی به عنوان یک عارضه جانبی وجود دارد. دانشمندان بررسی کرده‌اند که آیا اندازه‌گیری فیبرینوژن در خون می‌تواند به عنوان نشانگر زیستی برای پیش‌بینی خونریزی مورد استفاده قرار گیرد یا خیر. از سال ۲۰۱۷ مشخص نبود که آیا این کار می‌کند یا خیر.
محققان تغییرات ۱۰ برابری را در نسبت بیمارانی که پس از سکته مغزی در انگلستان و ولز دریافت کرده بودند، نشان دادند که از ۱ در ۵۰ (۲٪) تا ۱ در ۴ (۲۴٪) متغیر بود. این تیم همچنین نشان داد که بیشتر تغییرات با فرایندهای بیمارستانی (مانند سرعت انجام اسکن مغزی افراد) و تصمیم‌گیری پزشکان (آن‌ها فکر می‌کنند که باید یا نباید ترومبولیز شوند) به جای آگاهی از زمان توضیح داده شده‌است. از سکته مغزی